# Gisaburō Sugii
Gisaburō Sugii (杉井ギサブロー, Sugii Gisaburō) (né le 20 août 1940 à Numazu, préfecture de Shizuoka, Japon) est un animateur et réalisateur d’anime japonais, qui a principalement travaillé au sein des studios Mushi Production et Group TAC. Ses œuvres les plus connues sont Train de nuit dans la Voie lactée et Le Roman de Genji.

## Biographie
Gisaburo Sugii est embauché à 18 ans par le Toei Dōga (devenu Tōei animation depuis) en tant qu’animateur, et il y fera la connaissance d’Osamu Tezuka. Il effectue ses premiers travaux sur Le Serpent blanc, le premier film d’animation en couleur du Japon. Puis, Tezuka ayant fondé son propre studio – Mushi Production – en 1962, il le rejoint et travaillera sur la plupart des projets de la compagnie en tant que directeur de l’animation ou réalisateur ; par exemple, Astro le petit robot, Goku no Daibōken ou encore La Belladone de la tristesse. Il fonde néanmoins le studio Group TAC dès 1968 avec Atsumi Tashiro et réalise son premier film en 1974 : Jack et le Haricot magique. Il y connaîtra ses plus grands succès, grâce notamment à ses adaptations de manga (Touch, Nine) et surtout à deux adaptations d’œuvres littéraires japonaises : Train de nuit dans la Voie lactée et Le Roman de Genji. Le premier lui rapportera d’ailleurs le prix Noburō Ōfuji.

## Filmographie

### Réalisateur
- 1963 : Astro le petit robot (鉄腕アトム, Tetsuwan Atomu?)
- 1967 : Goku no daibōken (悟空の大冒険?)
- 1969 : Dororo to Hyakkimaru (どろろと百鬼丸?)
- 1974 : Jack et le Haricot magique (ジャックと豆の木, Jakku to mame no ki?)
- 1983 : Nine (ナイン, Nain?)
- 1984 : Glass no Kamen (ガラスの仮面, Garasu no kamen?)
- 1985 : Touch (タッチ, Tacchi?)
- 1985 : Train de nuit dans la Voie lactée (銀河鉄道の夜, Ginga tetsudō no yoru?)
- 1987 : Une vie nouvelle (陽あたり良好!, Hiatari ryōkō!?)
- 1987 : Le Roman de Genji (紫式部 源氏物語, Murasaki Shikibu: Genji monogatari?)
- 1992 : Nozomi Witches (のぞみ♡ウィッチィズ, Nozomi wicchīzu?)
- 1994 : Street Fighter 2 – le film (ストリートファイター II MOVIE, Sutorīto faitā tsū mūbī?)
- 1995-1996 : Street Fighter 2 V (ストリートファイターII V, Sutorīto faitā tsū bui?) (27 épisodes)
- 1996 : Lupin III, Le Secret du Twilight Gemini (ルパン三世『トワイライト☆ジェミニの秘密』, Rupan sansei: Towairaito ☆ Jemini no himitsu?) (téléfilm)
- 2000 : L'Arbre au soleil (陽だまりの樹, Hidamari no ki?)
- 2003 : Les Lamentations de l'agneau (羊のうた, Hitsuji no uta?)
- 2005 : La Vallée d'émeraude (あらしのよるに, Arashi no yoru ni?)
- 2007 : Cinnamon (シナモロール, Shinamorōru?)
- 2012 : Budori, l'étrange voyage (グスコーブドリの伝記, Guskō Budori no denki?)

### Directeur de l’animation
- 1970 : Kōri no kuni no misuke (氷の国のミースケ?)
- 1973 : La Belladone de la tristesse (哀しみのベラドンナ, Kanashimi no Beradonna?)

### Animateur
- 1958 : Le Serpent blanc (白蛇伝, Hakuja den?)
- 1959 : Sarutobi Sasuke, le jeune ninja (少年猿飛佐助, Shōnen Sarutobi Sasuke?)
- 1960 : Alakazam, le petit Hercule (西遊記, Saiyūki?)
- 1962 : Histoires du coin de la rue (ある街角の物語, Aru machikado no monogatari?)
- 1970 : Kureopatora (クレオパトラ?)

## Récompense
- 1985 : Prix Noburō Ōfuji du prix du film Mainichi pour Train de nuit dans la Voie lactée[5]